# Weißbierbrauerei Hopf
Die Weißbierbrauerei Hopf GmbH (Hopf-Brauerei) ist eine 1892 gegründete Brauerei in Miesbach. Hopf hat sich auf Weißbiere spezialisiert. 2015 wurden 45.000 hl gebraut.

## Geschichte
Die Brauerei wurde 1892 gegründet. 1921 übernahm die Familie Hopf die Braustätte und errichtete 1950 die Abfüllung und den Lagerkeller am heutigen Standort. Seit 1975 steigerte sich der Bierausstoß von 3.000 auf 40.000 Hektoliter. Im Jahr 2006 wurde die Hopf-Brauerei von der Hacker-Pschorr GmbH übernommen. Hacker-Pschorr ist ein Tochterunternehmen der Paulaner Brauereigruppe in München.
Die Paulaner-Gruppe befindet sich zu 70 % im Besitz der Schörghuber-Gruppe und zu 30 % zur Heineken-Gruppe.
Die Deutsche Landwirtschaftsgesellschaft (DLG) verlieh der Hopf-Brauerei den „Preis der Besten in Gold“ für mehr als 15 Jahre Goldmedaillen-Gewinne bei den DLG-Prämierungen.
Das „Hopf Brew House“ im thailändischen Pattaya produziert in einer kleinen Hausbrauerei mit Weißbierhefe der Hopf-Brauerei unter Lizenz Hopf-Bier für den lokalen Ausschank.

## Produkte

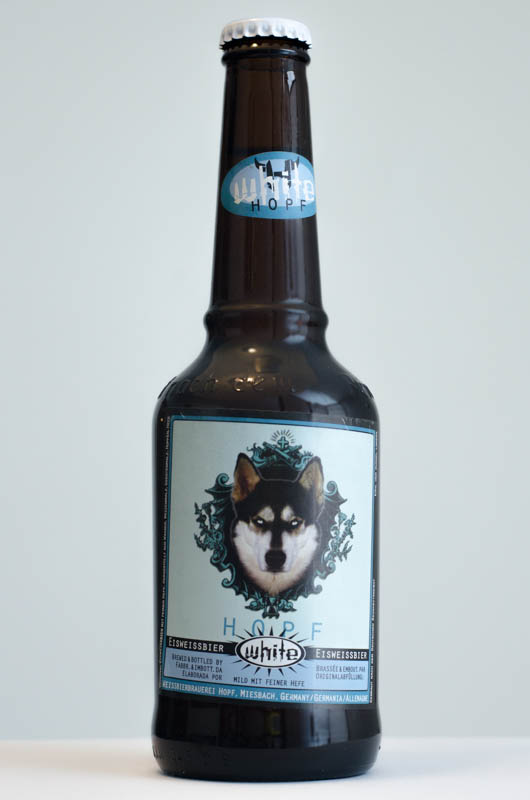
Hopf white (Eisweißbier)

Stand: 2017
- Hopf Helle Weiße
- Hopf Dunkle Weiße
- Hopf die Leichtere
- Hopf die Alkoholfreie
- Hopf Russ’n Halbe
- Hopf Spezial Weiße
- Hopf Weißer Bock
- Hopf white
- Hopf Muospacher Bockfotzn
- Hopf Sauberne Schixs
- Hopf Bluat vo da Gams